# Chomelia pedunculosa
Chomelia pedunculosa är en måreväxtart som beskrevs av George Bentham. Chomelia pedunculosa ingår i släktet Chomelia och familjen måreväxter. Inga underarter finns listade i Catalogue of Life.